# イスラエル・オープン大学
座標: 北緯32度11分19秒 東経34度53分17秒 / 北緯32.18872464332128度 東経34.88792181015015度
イスラエル・オープン大学（イスラエル・オープンだいがく、英語: Open University of Israel、公用語表記: האוניברסיטה הפתוחה）は、ラアナナに本部を置くイスラエルの公立大学。1974年創立、1976年大学設置。大学の略称はイスラエル・オープン大学。
イスラエル・オープン大学は、ユダヤ系の財閥ロスチャイルド家が行なう慈善事業の一環として設立された通信制大学である。通信制ではあるが、ラアナナのキャンパスに通学して学んでいる人も多い。
本部キャンパス以外にイスラエル各地に学習センターが置かれており、学生はそこに出向いて勉学を行うこともできる。また、家や学習センターでインターネットを通じて講義を視聴したり、色々な場所でテキスト（大学が自前で各分野のテキストを制作しており、これらはGoogle Booksで閲覧することができる）を読みながら自学自習もできる。
2014年の段階で5万人近い学生数を抱えており、学生数の面ではイスラエル最大である。
2016年現在の総長 (Chancellor) はハリー・ケネス・ウルフ男爵。総長代理 (Deputy Chancellor) はロスチャイルド家の一員であるジェイコブ・ロスチャイルド男爵。"Chancellor"とは名誉職の呼称であり、大学の運営を取り仕切る権限は総長代理または副総長にあるのが通例である。そういった意味では、大学運営を取り仕切っている実質上の最高権限者はロスチャイルド男爵である。ただ、ロスチャイルド男爵は大学のパンフレットや公式サイトなどに一切登場しておらず、学生向けメッセージなども発していない。パンフレットに名前だけが掲載されている。
修士（マスター）の学位が取得できる大学院も設置している。博士課程は設置していない。
大学名の読み方は「ハ-ウニバルシタ・ハ-プトゥハー」である。

## 概要

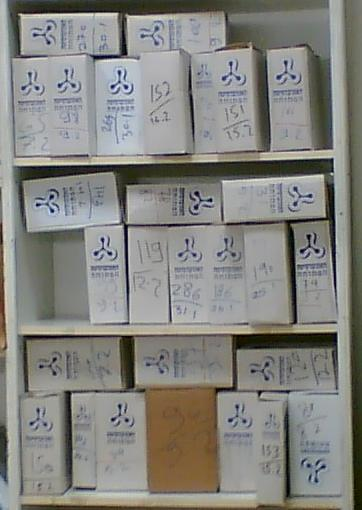
発送を待つ教材パック（イスラエルの郵便局にて）

遠隔教育（通信教育）を行っている公立大学であり、海外のヘブライ語を理解する人間にも入学の門戸を開けている。イスラエル国内の世俗的なユダヤ人、海外で暮らすユダヤ人、アラブ系イスラエル人、正統派・超正統派ユダヤ教徒、ユダヤ人ではない海外の人間など、多種多様な人々がこの大学で学んでいる。ただし、イスラエル国籍を持たない人間は入学用紙にパスポート番号を書く必要がある。
入学の際に学力審査・入学試験・面接などはなく、高等学校を卒業していて、ヘブライ語がきちんと理解でき、イスラエルと国交がある国の人間であれば誰でも問題なく学ぶことができる。また、日本の通信教育課程のようにスクーリングなどに出席する必要はなく、全てレポートの提出といった通信教育で勉学を進める（大学院はスクーリングがある）。ただ、海外に在住している人間は、試験の1ヶ月以上前に登録をし、自国のイスラエル大使館もしくは領事館で単位修得試験を受ける必要がある。単位修得試験は学期末にある。レポートおよび期末試験に合格すると単位が修得できる。
学期と学期の間には通学課程と同じく1ヶ月程度の休みがあり、この期間中はレポート提出などは受け付けていない。レポート提出は学期内に行わなければならない。
学位取得は早くて3年から3年半程度でできる。卒業可能単位数は各コースにより異なる。一つの専攻で卒業できるコースと、二つの専攻（ダブルメジャー）で卒業できるコースがある。ダブルメジャーはイスラエルにおいては極めてポピュラーなものである。
学費はクレジットカードで払える（国際ブランドはVISA、Diners、AMERICAN EXPRESSに限る）。
ラアナナの本部キャンパスの看板に「ドロシー・ド・ロスチャイルド」というロスチャイルド家に嫁いだ女性の名前が書かれている。ドロシー・ド・ロスチャイルドは存命時代にイスラエルに通信制大学を設立するための調査や資金提供などを行っており、この大学の設立に関わっている。
2010年代に入って、アメリカを中心に広がっているムークスの流れに対応し、一部教科（英語のものを含む）が無料でオンラインで学べるようになっている。

## コース
- 会計学
- 芸術史
- 化学
- コミュニケーション
- コンピューター科学
- カルチュラル・スタディーズ
- 経済学
- 教育学
- 外国語としての英語
- 映画
- 地理学
- 地質学
- ヘブライ語
- 歴史学
- 人文科学
- 産業工学と管理
- ユダヤ人
- 生命科学
- 言語学
- 文学
- 管理学
- 数学
- 音楽
- 自然科学
- 哲学
- 物理学
- 政治学・国際関係学
- 心理学
- 科学
- 社会科学
- 社会学・人類学
- 教員免許 - 歴史学
- 教員免許 - 文学
- 教員免許 - 心理学
- 教員免許 - ラビ文学研究とユダヤ人の考え
- 教員免許 - 社会科学
- 演劇

## コース（大学院）
- カルチュラル・スタディーズ
- デモクラシー
- 教育学
- MBA
- コンピューター科学
- 生物学

## 著名出身者
- ヤーデン・ジェルビ - 女性柔道家、世界柔道選手権大会メダリスト
- ヨナタン・キス・レヴ - 画家、俳優、テレビ番組司会、平和運動家。
- イリット・アミエル - 作家